# Quebrada de Humahuaca
Quebrada de Humahuaca is een vallei in de provincie Jujuy in het noorden van Argentinië. De vallei biedt al 10.000 jaar ruimte aan een belangrijke culturele en handelsroute, de Camino Inca, tussen het Andes-hoogland en het lager gelegen achterland. Deze vallei loopt langs de Rio Grande (vanaf de bron tot de samenvloeiing met de Rio Leone 150 km verder naar het zuiden).
Zichtbaar zijn de sporen van prehistorische jachtgemeenschappen, het Incarijk (15e en 16e eeuw) en de onafhankelijkheidsstrijd (19e en 20e eeuw). De vallei werd als cultureel landschap in 2003 aan de Werelderfgoedlijst toegevoegd.
Twee plaatsen in het dal zijn groter dan Quebrada de Humahuaca: Tilcara en Humahuaca.

## Galerij

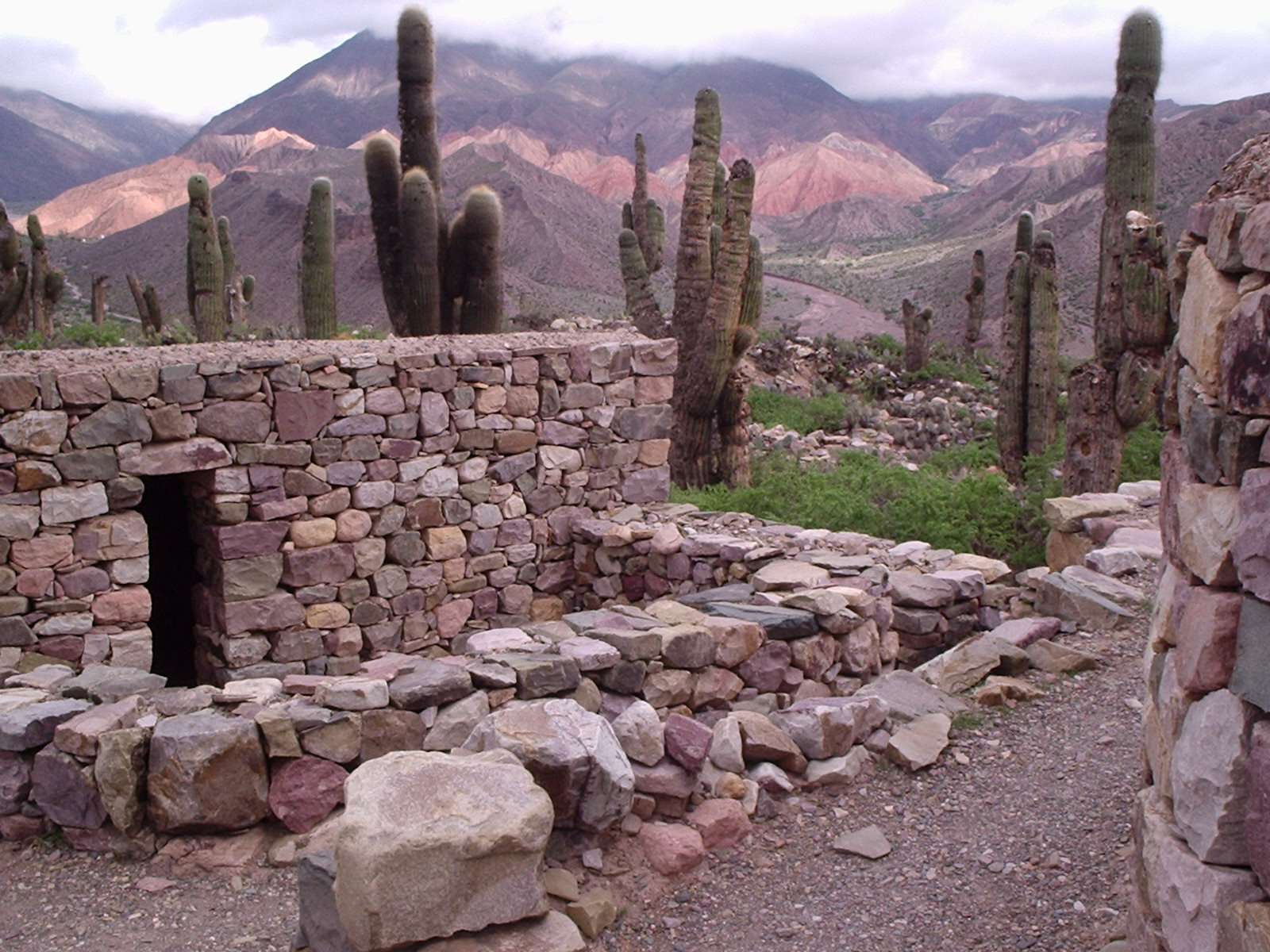
Tilcara
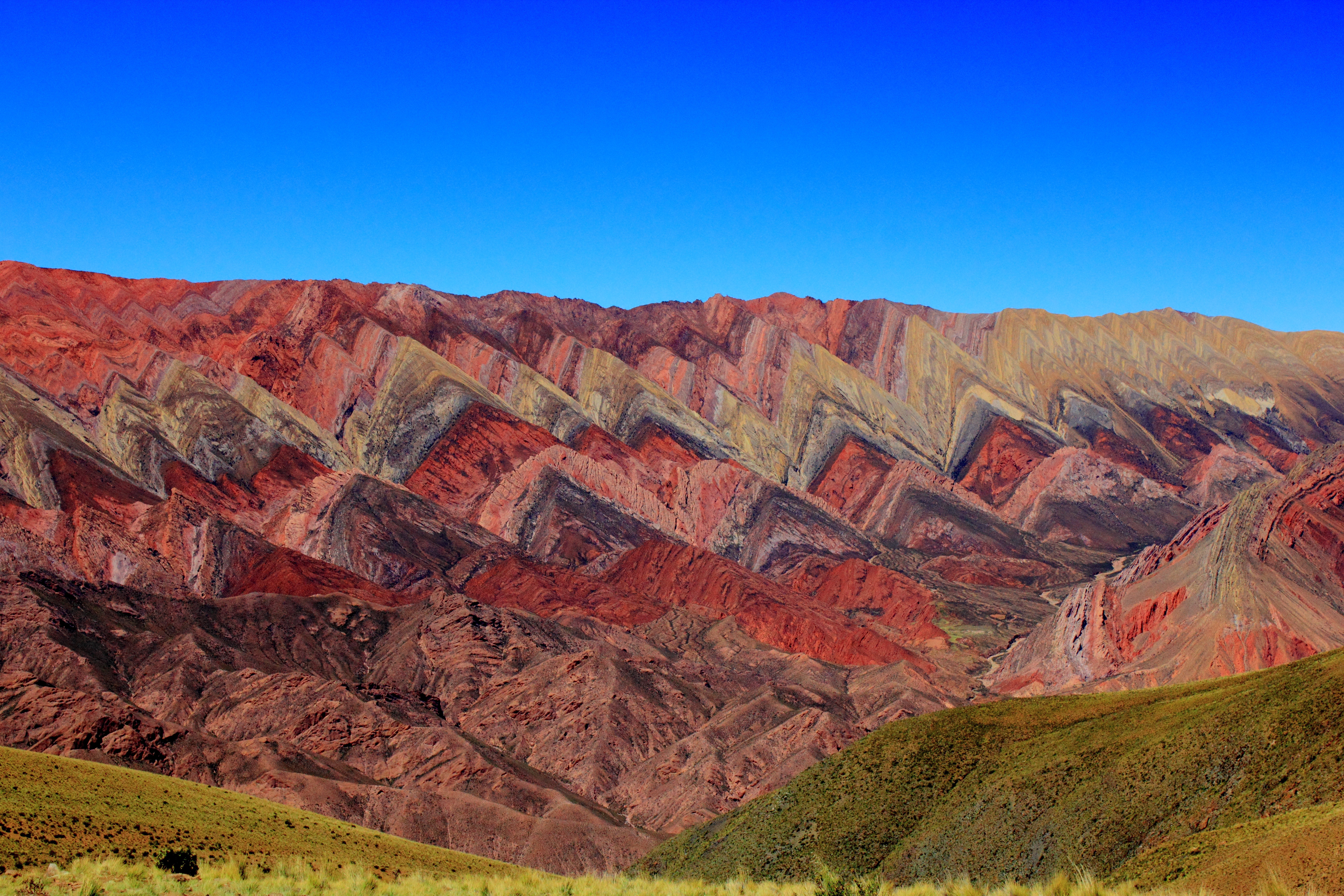
Hornocal
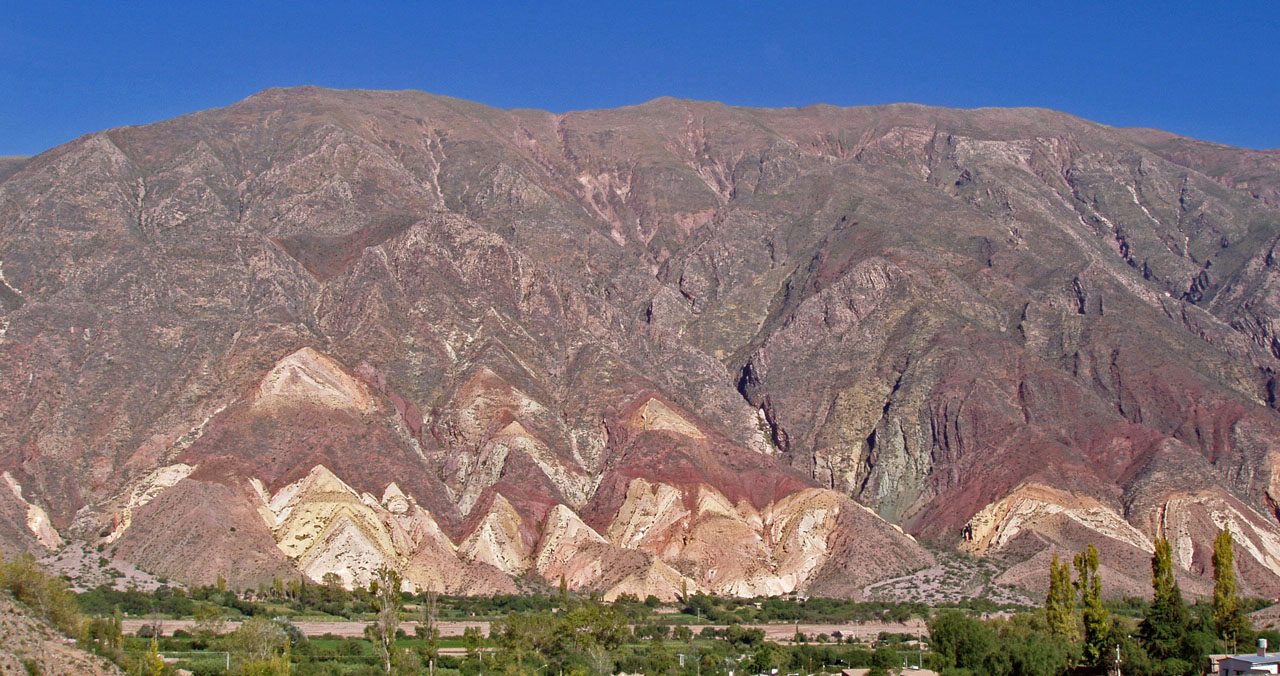
Het dorp Purmamarca aan de voet van de Zevenkleurige Heuvel